# Hữu Lũng
Hữu Lũng là một xã trung du nằm ở phía nam tỉnh Lạng Sơn, Việt Nam.

## Địa lý
Huyện Hữu Lũng nằm ở phía tây nam của tỉnh Lạng Sơn, nằm cách thành phố Lạng Sơn khoảng 80 km về phía tây nam, cách trung tâm thủ đô Hà Nội khoảng 95 km, có vị trí địa lý:
- Phía đông giáp huyện Chi Lăng và huyện Lục Ngạn, tỉnh Bắc Giang
- Phía tây giáp huyện Yên Thế và huyện Lạng Giang, tỉnh Bắc Giang và huyện Võ Nhai, tỉnh Thái Nguyên
- Phía nam giáp thị xã Chũ và huyện Lục Nam thuộc tỉnh Bắc Giang
- Phía bắc giáp huyện Bắc Sơn và huyện Văn Quan.

Huyện Hữu Lũng có diện tích 806,74 km², dân số năm 2019 là 121.735 người. Tỉnh lộ 244 theo hướng tây bắc đi huyện Võ Nhai (Thái Nguyên) và tỉnh lộ 242 theo hướng tây nam đi huyện Yên Thế, tỉnh Bắc Giang.
Hữu Lũng là huyện miền núi nằm ở phía tây nam của tỉnh Lạng Sơn, cách thành phố Lạng Sơn 80 km, thuộc dải đất nối liền vùng trung du và vùng đồng bằng Bắc bộ nước ta. Phía đông giáp huyện Chi Lăng và huyện Lục Ngạn, tỉnh Bắc Giang; phía tây giáp huyện Lạng Giang và huyện Yên Thế, tỉnh Bắc Giang và huyện Võ Nhai, tỉnh Thái Nguyên; phía nam giáp thị xã Chũ và huyện Lục Nam thuộc tỉnh Bắc Giang; phía bắc giáp huyện Bắc Sơn và huyện Văn Quan.
Địa hình gồm ba vùng: vùng núi đá chạy từ Đông - Bắc xuống Đông - Nam, vùng núi đất thuộc các xã phía Đông Nam và Tây Nam, vùng thung lũng ruộng đồng bao gồm các xã chạy dọc Quốc lộ 1.
Khí hậu trên địa bàn huyện thuộc tiểu vùng khí hậu núi thấp phía Nam. Có nền nhiệt độ trung bình hàng năm 22,7 °C, lượng mưa lớn bình quân hàng năm từ 1.500 - 2.000 mm, độ ẩm cao 83%.
Tổng diện tích đất tự nhiên trên địa bàn huyện là 806,74 km², chủ yếu là đồi núi thấp, trong đó: diện tích đồi núi đá có: 33.056 ha, chiếm 41,9% diên tích đất tự nhiên; diện tích đồi núi đất 45.223 ha, chiếm 57,3%. Đất trên địa bàn huyện có bốn loại đất chính: đất đỏ vàng trên đá sét (Fs) 18.691 ha, đất vàng nhạt trên đá cát (Fq) 9.021 ha, đất vàng đỏ trên đá mácm axit (Fa) 7.080 ha, đất đỏ nâu trên đá vôi (Fv) 4.350 ha.
Theo số liệu năm 2000 tổng diện tích đất đang sử dụng của huyện là 43.760 ha, chiếm 55,4% diện tích đất tự nhiên. Trong đó đất nông nghiệp 14.310 ha, chiếm 32,7% diện tích đất đang sử dụng, đất lâm nghiệp 25.940 ha, chiếm 59,3%, đất ở 700 ha. Diện tích đất chưa sử dụng là 35.166 ha, trong đó đất có khả năng sử dụng phát triển sản xuất nông, lâm nghiệp là 12.689 ha.
Hệ thống sông, suối của huyện khá phong phú; Chi lưu sông Thương phát nguồn từ dãy núi Na Pa Phước, cao 600m bắt đầu chảy từ chân đèo Nả Tần. Từ Làng Nác trở đi sông chảy giữa hai dãy núi, bên Hữu có dãy núi Cai Kinh, bên Tả có dãy núi Bảo Đài rồi chảy vào địa phận tỉnh Bắc Giang.
Sông Thương chảy qua địa phận huyện Hữu Lũng có 02 nhánh lớn là sông Hóa và sông Trung và nhiều suối đổ vào sông.
I. HỮU NGẠN SÔNG THƯƠNG:
1- Suối Tiên Hồ, phát nguyên từ núi Tiên Hồ
2- Suối Mỏ Phiếu, phát nguyên từ đèo Loi, đến đèo Mỏ Phiếu thì chảy ngầm sau đó chảy theo dãy núi Cai Kinh ra sông Thương.
3- Sông Trung: Từ Thái Nguyên chảy qua núi đá thuộc vòng cung Bắc Sơn đến Na Hoa thì đổ vào sông Thương
Sông Róng (sông Trung) có các suối đổ vào:
a- Suối Luộc chảy trong lòng hầm đất đến làng Nỷ thì đổ vào sông
b- Suối Đầu Rồng: Chảy ngầm qua đèo Váo
c- Suối Thục
d- Suối Làng Hét
4- Suối Tung
5- Suối Rùa
6- Suối Ngao
	II. TẢ NGẠN SÔNG THƯƠNG:
1- Sông Hóa phát nguyên vùng núi Khuổi Ma, cao 475m
2- Suối Nghè
3- Suối Ken
4- Suối Thổ
5- Suối Vị
6- Suối Minh
7- Suối Ngạn
Tài nguyên khoáng sản trên địa bàn huyện gồm có đá vôi với hàm lượng CaO = 55%, trữ lượng khoảng 14 triệu tấn; có đất sét trữ lượng khoảng 9,8 triệu tấn, là những nguyên liệu chủ yếu sản xuất xi măng. Ngoài ra, trên địa bàn huyện còn có nguồn cát, sỏi được phân bổ ở các xã ven đường quốc lộ 1A là nguồn nguyên liệu để phát triển ngành sản xuất vật liệu xây dựng của huyên và tỉnh.
Theo số liệu năm 2000, dân số trên địa bàn huyện có 108.527 người, tỷ lệ tăng dân số trung bình hàng năm 1,12%, trong đó: lao động trong độ tuổi là 49.967 người, chiếm 46% dân số. Mật độ dân cư ở vùng thấp là 200 - 300 người/km² và ở vùng đồi núi là 40 - 60 người/km².
Trên địa bàn huyện, số lao động qua đào tạo chiếm tỷ lệ rất thấp 8%, lao động chưa có việc làm chiếm 9,2%. Số lao động ở thành thị chiếm 12% tổng số lao động trong độ tuổi. Lao động hoạt động trong ngành nông lâm nghiệp là 37.562 người, chiếm 75%; thương mại dịch vụ 7.145 người, chiếm 14,3%.

## Lịch sử
Từ Triều Lý (1009 – 1225) sau khi rời cố đô Hoa Lư (Ninh Bình) ra Thăng Long vua Lý Thái Tổ chia đất nước thành 24 lộ, lộ Lạng Giang có địa giới hành chính gần trùng với các tỉnh Bắc Giang, Hưng Yên, Hải Dương ngày nay, quản lý gồm 03 châu là châu Lạng Giang, Nam Sách, Thượng Hồng và 05 huyện. Châu Lạng Giang gồm 04 huyện: huyện Yên Thế, Yên Ninh, Cổ Lũng (Hữu Lũng ngày nay), Bảo Lộc. Cuối thời nhà Trần và đầu thời nhà Hồ, thời kỳ này Hữu Lũng có tên gọi là Cổ Lũng nằm trong lộ Lạng Giang. Đến Thế kỷ XIV, khi nhà Minh (Trung Quốc) xâm lược nước ta, Cổ Lũng nằm trong phủ Lạng Giang, lộ Bắc Giang. Thời nhà Lê, Vua Lê Thánh Tông là hoàng đế thứ năm của hoàng triều Lê nước Đại Việt trị vì đất nước từ ngày 26 tháng 6 năm 1460 – 1497, từ năm 1460 – 1469 vua Lê lấy niên hiệu là Quang Thuận, thời kỳ này lộ Bắc Giang được đổi thành thừa tuyên Bắc Giang, huyện Cổ Lũng thuộc phủ Lạng Giang, thừa tuyên Bắc Giang. Năm 1469 vua Lê Thánh Tông cho vẽ lại bản đồ và đổi tên đơn vị hành chính từ thừa tuyên Bắc Giang thành trấn Kinh Bắc. Phủ Lạng Giang thuộc trấn Kinh Bắc, có 06 huyện: Phượng Nhân, Hữu Lũng, Bảo Lộc, Yên Thế, Lục Ngạn, Yên Dũng. Huyện Hữu Lũng thuộc phủ Lạng Giang, trấn Kinh Bắc gồm 25 xã, lỵ, sở của huyện đặt ở tổng Hữu Thượng( ). Đến năm Minh Mạng thứ 20 (1839), giảm tri huyện, Hữu Lũng do phân phủ Lạng Giang kiêm lý, lãnh 04 tổng là Vân Nham, Thuốc Sơn, Hữu Thượng, Hương Vĩ và 30 xã, thôn, trại. Huyện lỵ đặt ở tổng Hữu Thượng. Năm 1822 trấn Kinh Bắc được đổi thành trấn Bắc Ninh. Năm 1831 trấn Bắc Ninh đổi thành tỉnh Bắc Giang, huyện Hữu Lũng thuộc phủ Lạng Giang, tỉnh Bắc Giang.
Năm 1858, thực dân Pháp xâm lược nước ta, sau khi chiếm xong tỉnh Bắc Ninh chính quyền thực dân cắt toàn bộ đất đai của Hữu Lũng, Lục Ngạn và Bảo Lộc thành lập nên tỉnh Lục Nam vào ngày 05 tháng 11 năm 1889. Đến tháng 8 năm 1891, tỉnh Lục Nam được thay đổi bằng đạo quân quan binh Phả Lại để phù hợp với yêu cầu chiến tranh của bọn thực dân phong kiến. Ngày 10 tháng 10 năm 1895, giải tán đạo quân quan binh Phả Lại, khi đó tỉnh Bắc Giang được thành lập, phần đất Hữu Lũng lại sáp nhập với Lạng Giang trở thành huyện Kế Từ. Ngày 11 tháng 4 năm 1900, Hữu Lũng được trả lại tên gọi xưa và nằm trong tỉnh Bắc Giang, năm 1908 đổi thành châu Hữu Lũng. Từ đó đến trước Cách mạng Tháng Tám năm 1945, Hữu Lũng là 01 châu thuộc tỉnh Bắc Giang, với 02 tổng là Thuốc Sơn và Vân Nham.
Từ sau Cách mạng Tháng Tám năm 1945 Hữu Lũng là 01 huyện nằm trong cơ cấu hành chính của tỉnh Bắc Giang gồm có 15 xã, gồm các xã: Chiêu Tuấn, Cù Sơn, Chi Quan, Tiên Lệ, Hòa Lạc, Thuốc Sơn, Khuôn Lâu, Nhật Lãng, Minh Lễ, Vân Nham, Thiện Kỵ, Vô Muộn, Bảo Lộng, Đằng Yên và Đằng Sơn.
Cuối năm 1948 huyện đã sáp nhập 15 xã thành 09 xã, bao gồm các xã: Tuấn Sơn, Chi Tiên, Hòa Lạc, Cai Kinh, Nhật Minh, Vân Nham, Thiện Kỵ, Yên Bình và Yên Vượng.
Tháng 11 năm 1953, huyện tách 09 xã thành 24 xã, bao gồm các xã: Cai Kinh, Đô Lương, Đồng Tân, Đồng Tiến, Hồ Sơn, Hòa Bình, Hòa Lạc, Hòa Sơn, Hòa Thắng, Minh Hòa, Minh Sơn, Minh Tiến, Nhật Tiến, Quyết Thắng, Sơn Hà, Tân Lập, Tân Thành, Thanh Sơn, Thiện Kỵ, Vân Nham, Yên Sơn, Yên Thịnh, Yên Vượng và Yên Bình.
Trước đây, huyện Hữu Lũng thuộc tỉnh Bắc Giang nhưng từ ngày 29 tháng 7 năm 1956 thì nhập vào tỉnh Lạng Sơn trực thuộc khu tự trị Việt Bắc.
Ngày 19 tháng 1 năm 1965, thành lập thị trấn Hữu Lũng gồm các xóm An Ninh, Tập Lập, Cầu Mười và khu nhà Trạm, nhà thờ cũ thuộc xóm Gai của xã Sơn Hà và các xóm Tân Mỹ, Na Đâu của xã Đồng Tân.
Năm 1975, hợp nhất 2 tỉnh Cao Bằng và Lạng Sơn thành tỉnh Cao Lạng, huyện Hữu Lũng thuộc tỉnh Cao Lạng và đến năm 1978, lại tách ra thành 2 tỉnh như cũ.
Ngày 11 tháng 9 năm 1989, chuyển xã Hữu Liên từ huyện Chi Lăng về huyện Hữu Lũng quản lý.
Ngày 1 tháng 1 năm 2020, sáp nhập xã Đô Lương vào xã Vân Nham, sáp nhập xã Thiện Kỵ và Tân Lập thành xã Thiện Tân.
Ngày 8 tháng 9 năm 2022, Ủy ban nhân dân tỉnh Lạng Sơn ban hành Quyết định số 1470/QĐ-UBND về việc công nhận thị trấn Hữu Lũng là đô thị loại V trực thuộc tỉnh Lạng Sơn. Theo đó, thị trấn Hữu Lũng là thị trấn huyện lỵ, trung tâm hành chính cấp huyện về kinh tế, văn hóa, giáo dục, đào tạo, y tế, du lịch, đầu mối giao thông, có vai trò thúc đẩy kinh tế - xã hội của huyện Hữu Lũng.
Ngày 1 tháng 12 năm 2024, sáp nhập xã Sơn Hà vào thị trấn Hữu Lũng, huyện Hữu Lũng.
Từ ngày 1 tháng 7 năm 2025, theo yêu cầu của cuộc Cải cách thể chế Việt Nam 2024-2025, kết thúc hoạt động đơn vị hành chính Huyện Hữu Lũng thuộc tỉnh Lạng Sơn.

## Hành chính
Huyện Hữu Lũng có 23 đơn vị hành chính cấp xã trực thuộc, bao gồm thị trấn Hữu Lũng (huyện lỵ) và 22 xã: Cai Kinh, Đồng Tân, Đồng Tiến, Hồ Sơn, Hòa Bình, Hòa Lạc, Hòa Sơn, Hòa Thắng, Hữu Liên, Minh Hòa, Minh Sơn, Minh Tiến, Nhật Tiến, Quyết Thắng, Tân Thành, Thanh Sơn, Thiện Tân, Vân Nham, Yên Bình, Yên Sơn, Yên Thịnh, Yên Vượng.

## Giao thông
Huyện có Quốc lộ 1, đường sắt Hà Nội - Đồng Đăng, đường cao tốc Bắc Giang – Lạng Sơn chạy qua.

## Văn hóa
Huyện Hữu Lũng là nơi có nhiều lễ hội như:
- Chợ hội Mẹt và Lễ hội Đình Bơi ở thị trấn Hữu Lũng tổ chức ngày 12-14 tháng Giêng âm lịch hằng năm.
- Hội chợ Phổng ở xã Vân Nham tổ chức vào ngày 20 tháng Giêng.
- Hội chợ Bắc Lệ ở xã Tân Thành tổ chức vào ngày 15 tháng Giêng.

Có nhiều hội đền như:
- Hội đền Bắc Lệ ở xã Tân Thành.
- Đền Suối Ngang ở xã Hoà Thắng.
- Đền Quan Giám Sát và đền 94 ở xã Hoà Lạc.
- Đền Ba Nàng ở xã Cai Kinh.
- Hội Trò Ngô ở xã Yên Thịnh.